# Gustavo Montezano
Gustavo Henrique Moreira Montezano (Rio de Janeiro, 25 de setembro de 1980) é um engenheiro brasileiro.  Foi presidente do Banco Nacional de Desenvolvimento Econômico e Social (BNDES).

## Carreira

### Formação
Montezano se formou no ano de 1997 no Colégio de São Bento, no Rio de Janeiro. É graduado em engenharia mecânica pelo Instituto Militar de Engenharia (IME) e mestre em finanças pelo Ibmec.

### Carreira no Mercado Financeiro
Montezano iniciou sua carreira como analista de Private Equity no Banco Opportunity no Rio de Janeiro. Foi sócio-diretor do banco BTG Pactual em São Paulo, onde era responsável pela divisão de crédito corporativo. Atuou ainda como diretor de operações na Engelhart Commodities Trading Partners (ECTP), anteriormente conhecida como BTG Pactual Commodities, em Londres. Também ocupou o cargo de secretário-especial-adjunto de Desestatização, Desinvestimento e Mercados do Ministério da Economia, entre fevereiro e junho de 2019.

### Presidência do BNDES
Montezano foi indicado para chefiar o BNDES em 17 de junho de 2019, após o pedido de demissão de Joaquim Levy, seu antecessor, no dia 16 de junho de 2019. O Conselho de Administração do BNDES aprovou o nome de Montezano em 3 de julho de 2019. A cerimônia de posse do novo cargo ocorreu em 16 de julho de 2019